# Dyrøy kommun
Dyrøy kommun (norska: Dyrøy kommune) är en kommun i Troms fylke i norra Norge. Kommunens centralort är Brøstadbotn.
Dyrøy kommun är uppkallad efter ön Dyrøya, som sedan 1994 är sammanbunden med fastlandet genom en bro. Kommunens centralort Brøstadbotn ligger på fastlandet.
Invånarnas huvudsakliga sysselsättning har varit fiske och jordbruk men bägge yrken minskar i betydelse. Sedan flera år minskar också befolkningen.

## Administrativ historik
Dyrøy kommun bildades 1886 genom en delning av Tranøy kommun. Kommunen fick dagens gränser 1964 när fastlandsdelen av Tranøy kommun med 382 invånare överfördes till Dyrøy kommun.

## Tätorter
I Dyrøy kommun finns inga tätorter.

## Socknar
Inom Norska kyrkan motsvaras Dyrøy kommun av Dyrøy socken i Senja prosteri i Nord-Hålogalands stift.